# Stegastes leucostictus

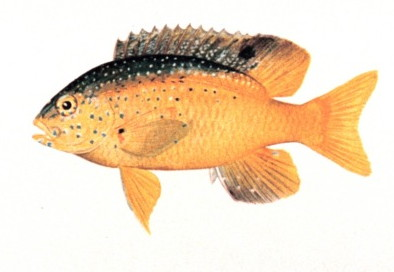
Stegastes leucostictus

Stegastes leucostictus, thường được gọi là cá thia Beau hay cá thia bụng vàng, là một loài cá biển thuộc chi Stegastes trong họ Cá thia. Loài này được mô tả lần đầu tiên vào năm 1848.

## Phân bố và môi trường sống
S. leucostictus được phân bố ở phía tây Đại Tây Dương, và được tìm thấy từ mũi Canaveral (bang Florida), dọc theo bờ biển Hoa Kỳ (bao gồm cả Bermuda, Bahamas); trong vịnh Mexico từ Florida Keys và từ Tuxpan, Mexico dọc theo phía bắc Yucatan đến tây bắc Cuba; và trên khắp vùng biển Caribe đến Trinidad và Tobago. S. leucostictus thường sống xung quanh các rạn san hô hoặc những bãi đá ngầm, những khu vực nhiều rong biển, bọt biển có đáy cát, ở độ sâu khoảng 55 m trở lại.
Những cá thể được ghi nhận tại Brazil và phía đông Đại Tây Dương là sự nhầm lẫn giữa S. leucostictus với Stegastes variabilis và cá con của loài Similiparma hermani.

## Mô tả
S. leucostictus trưởng thành dài khoảng 14 cm. Đỉnh đầu và lưng của S. leucostictus trưởng thành có màu xanh thẫm; rải rác những chấm xanh trên khắp cơ thể; vây hậu môn có những chấm trắng. Phần thân còn lại có màu vàng tươi. Vây lưng có đốm đen, nhỏ dần khi trưởng thành. Ngoại trừ vây đuôi, các vây còn lại có viền xanh nhạt. Cá con có màu sắc sáng hơn cá trưởng thành. S. leucostictus có hình dáng và màu sắc tương đồng với S. variabilis.
Số ngạnh ở vây lưng: 12; Số vây tia mềm ở vây lưng: 13 - 16; Số ngạnh ở vây hậu môn: 2; Số vây tia mềm ở vây hậu môn: 12 - 14; Số vây tia mềm ở vây ngực: 17 - 19.
Thức ăn của S. leucostictus là rong tảo và các loại động vật không xương sống (giun, giáp xác, ốc biển). S. leucostictus sinh sản theo cặp, trứng được đặt trong các hốc đá và được bảo vệ bởi cá đực. S. leucostictus có tính lãnh thổ.
S. leucostictus ít được đánh bắt trong ngành thương mại cá cảnh và thường mắc vào lưới của các ngư dân.